# Molí d'en Fontanet
El molí d'en Fontanet fou el primer molí draper de Sabadell. Es troba al carrer de la Fàbrica dels Nois Buxó, al peu de la Cobertera, a la dreta del riu Ripoll, al costat de la fàbrica dels Nois Boixons i molt a prop de l'horta Major o horta Vella.

## Història
L'any 1241 ja hi havia un molí en aquest indret, el llavors anomenat molí de Via. Amb el molí Xic –anomenat aleshores de les Nogueres– eren els dos molins de l'horta de Sabadell. Es tractava d'uns molins fariners i una horta vinculats a aquell nucli urbà i que cobrien les necessitats dels habitants de la vila. Possiblement per aquest motiu el molí de Via és el primer documentat com a draper, al voltant del 1400. El 1411 també transformaren el Xic en molí draper, mentre que els altres de la zona no batanaren draps fins un segle més tard. A mitjan segle xvi el tenia en establiment Joan Nuell –moliner de draps de llana–, que li donà el nom durant gairebé cent anys fins que, a mitjan segle xvii, el molí passà a mans de la família Fontanet.
Com molts altres molins del Ripoll, el d'en Fontanet va mantenir les moles farineres al costat dels batans fins ben entrat el segle xix. A més, pels volts del 1680 tenia una saboneria i una bassa per amarar el cànem. El corrent d'aigua que el feia funcionar procedia de la séquia Monar, que neix a la resclosa de davant el molí de l'Amat i que servia per a regar les hortes de Can Puiggener, de la Garriga i de l'horta Vella.
L'any 1804 es documenta un arrendament del molí amb la intenció de posar-hi màquines de filar cotó. És una de les primeres experiències documentades d'ús de l'energia hidràulica per a la mecanització de la filatura de cotó. Des d'aquella data, els contractes d'arrendament dels diferents salts del molí es multipliquen, i també els sotsarrendaments de part de l'aigua que feien els diferents fabricants per recuperar part del preu de l'arrendament. Torrella, Turull, Català, Brujas, Sampere, etc., utilitzaren l'aigua del molí per als seus negocis.
Actualment, l'edifici de l'antic molí es troba en estat gairebé ruïnós, envoltat de naus industrials modernes.